# Jacques Suire
Jacques Suire (nascido em 18 de fevereiro de 1943) é um ex-ciclista francês que participou dos Jogos Olímpicos de Verão de 1960 em Roma, onde terminou em quarto lugar na perseguição por equipes de 4 km. Também obteve participação nos Jogos Olímpicos de Verão de 1964.